# Cianopoliini

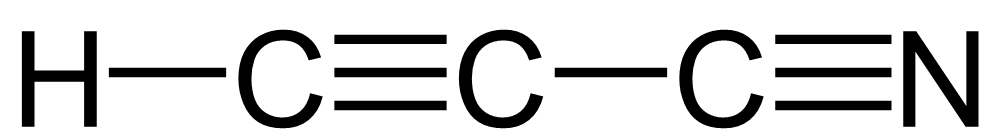
La struttura chimica del cianoacetilene, il più semplice dei cianopoliini.

I cianopoliini sono un gruppo di composti chimici aventi formula HCnN (avente n=3,5,7, ...). Strutturalmente, i cianopoliini sono poliini con un gruppo cianuro covalentemente legato a una delle unità acetileniche terminali. I cianopoliini sono molecole piuttosto rare da osservare, sia a causa della loro difficoltà di produzione, che della natura instabile dei gruppi accoppiati, ciononostante, essi sono uno dei principali componenti organici delle nubi interstellari. Si ritiene che quest'ultimo fatto sia dovuto alla scarsità di idrogeno riscontrata in alcune di queste nubi. L'interferenza dell'idrogeno è infatti una delle ragioni della sopraccitata instabilità molecolare, a causa della dissociazione energeticamente favorevole in acido cianidrico e in acetilene innescata nei cianopoliini dal suddetto elemento. La prima identificazione di questi composti nelle nubi molecolari risale al 1971 ed è stata effettuata grazie a radiotelescopi; da allora sono stati scoperti cianopoliini con peso molecolare sempre maggiore, come il HC7N e il HC11N, o loro derivati, come il metilcianoacetilene, CH3C3N, e l'etilcianoacetilene, CH3CH2C3N.
Il cianopoliino più semplice è cianoacetilene, H−C≡C−C≡N, il più presente sulla Terra nonché quello ritenuto essere il reagente iniziale per la maggior parte delle reazioni fotocatalizzate aventi come prodotto la formazione di cianopoliini interstellari. Il cianoacetilene è tra l'altro una delle molecole prodotte nell'esperimento di Miller-Urey, volto a dimostrare che nelle giuste condizioni ambientali alcune molecole organiche si possono formare spontaneamente a partire da sostanze inorganiche più semplici, e si ritiene che sia particolarmente presente in ambienti ricchi di carbonio.

## Ipotesi sulla formazione dei cianopoliini
Studiando la formazione di cianopoliini e la loro abbondanza nella nube molecolare TMC-1, che è di fatto una regione del Braccio di Orione composta principalmente da grandi aggregati di nebulose oscure distante circa 460 anni luce dal nostro sistema solare, si è scoperto che la presenza di cianopoliini in questi ambienti è dipendente dal tempo. Secondo quanto sostenuto in questi studi, nei primi diecimila anni dalla formazione della nube, le reazioni chimiche principali erano reazioni ione-composto neutro e, durante questo periodo, il cianoacetilene, HC3N, si sarebbe formato attraverso una serie di reazioni di questo tipo, di cui l'ultima sarebbe:
C3H2 + N→HC3N+H
In seguito, dopo circa diecimila anni, le reazioni dominanti sono diventate quelle tra molecole neutre e i possibili meccanismi di formazione dei cianopoliini sono diventati due:
(1)	HCN +C2H→HC3N + H
(2)	CnH2 + CN→HCn+1N + H per n = 4, 6 e 8
Perché abbia luogo la prima reazione, la nube deve avere abbondanza di C2H, mentre perché abbia luogo la seconda reazione occorre l'abbondanza di C2H2. C2H e C2H2 esistono in condizioni diverse, quindi la formazione dei cianopoliini si basa sull'accessibilità ad entrambe le molecole e il meccanismo di reazione dipende dall'ambiente presente nella nube. Secondo i calcoli realizzati da Winstanley, dopo circa un milione di anni anche le reazioni di fotoionizzazione e di dissociazione hanno iniziato a giocare un ruolo importante nella presenza di cianopoliini. Tuttavia, nel tempo a seguire, l'abbondanza di cianopoliini è stata sempre meno influenzata dai cambiamenti dell'intensità della radiazione cosmica poiché col tempo le reazioni tra composti neutri hanno surclassato le fotoreazioni e, per arrivare alla concentrazione di cianipoliini oggi riscontrata nella nube TMC-1, sarebbero occorsi diversi milioni di anni.

## Presenza in natura
Oltre a cianopoliini semplici, nella nube molecolare TMC-1 sono stati riscontrati anche cianopoliini di grandi dimensioni, come il HC9N e il HC11N, il quale, al momento della sua scoperta in quell'ambiente ha avuto il primato come più larga molecola mai riscontrata nello spazio interstellare, finché la sua identificazione, come sempre in questi casi realizzata attraverso la comparazione di spettri ottenuti sperimentalmente con spettri raccolti tramite i telescopi, non è stata messa in dubbio.
Oltre che nelle nubi molecolari la presenza di cianopoliini è stata riscontrata, sempre grazie a tecniche spettroscopiche, anche in altri luoghi della nostra galassia, quali ad esempio le zone di confine di stelle morenti, la chioma della cometa Hale-Bopp e l'atmosfera di Titano, il più grande dei satelliti naturali di Saturno, dove il cianoacetilene a volte forma nubi espanse simili a nebbia e dove si pensa che esso abbia avuto origine, come gli altri idrocarburi lì presenti, nell'alta atmosfera, come risultato di reazioni chimiche che avvengono tra le molecole di metano innescate dalla radiazione ultravioletta proveniente dal Sole.